# Bildmuseet
El Museo de la Imagen (en sueco: Bildmuseet) es un museo de arte contemporáneo situado en la ciudad de Umeå, en el norte de Suecia. 

## Historia
El museo fue fundado en 1981 por la Universidad de Umeå y es un centro internacional de arte contemporáneo y cultura visual, y en él se muestran obras de arte contemporáneo, arquitectura, diseño y fotografía. También se realizan visitas guiadas, proyecciones de películas, charlas, conciertos, talleres y otras actividades.
En 2012, el museo fue trasladado a sus nuevas instalaciones en el Campus de Arte de Umeå. El museo pasó a encontrarse en un edificio de siete plantas y de más de 3500 m² (más de doble que en las anteriores instalaciones) diseñado por Henning Larsen Architects y abierto al público el 19 de mayo de 2012. La fachada del edificio está cubierta de paneles de alerce siberiano con amplios ventanales. De los siete pisos, tres son para las exposiciones, y los otros para talleres, un auditorio y administración.